# Henrik Eigenbrod
Poul Henrik Eigenbrod (Svendborg, 19 mei 1956) is een voormalig Deens profvoetballer die zijn loopbaan in 1988 beëindigde bij Kjøbenhavns Boldklub. Hij speelde daarnaast als middenvelder voor onder meer AZ Alkmaar in Nederland.

## Interlandcarrière
Eigenbrod kwam in totaal negen keer (twee doelpunten) uit voor de nationale ploeg van Denemarken in de periode 1981–1984. Onder leiding van de Duitse bondscoach Sepp Piontek maakte hij zijn debuut op 15 april 1981 in de vriendschappelijke thuiswedstrijd tegen Roemenië (2–1) in Kopenhagen, net als aanvaller John Eriksen van Roda JC.

## Erelijst
Kjøbenhavns Boldklub
- Deens landskampioenschap

1980